# Živorad Smiljanić
Živorad Smiljanić (ur. 6 lutego 1942 w Zaječarze, zm. 14 grudnia 2018 w Apatin) – serbski polityk i lekarz, prezydent Wojwodiny w latach 1997–2000.
Ukończył szkołę medyczną i przez ponad 36 lat pracował jako lekarz ginekolog. Od 1997 do 2000 roku stał na czele Zgromadzenia Wojwodiny z ramienia Socjalistycznej Partii Serbii. W 2004 roku został burmistrzem Apatina.